# Benon z Miśni
Benon z Miśni, niem. Benno von Meißen (ur. ok. 1010 w Hildesheim, zm. 16 czerwca 1106 w Miśni) – niemiecki benedyktyn i opat, biskup diecezji miśnieńskiej, święty Kościoła katolickiego.

## Życiorys
Benon urodził się w arystokratycznej rodzinie saskiej. Wykształcenie zdobywał u benedyktynów i w szkole katedralnej, po ukończeniu studiów wstąpił do benedyktynów. Święcenia kapłańskie przyjął w 1040 i wkrótce został wybrany opatem.
Za sugestią cesarza Henryka IV, metropolita Magdeburga ustanowił go biskupem miśnieńskim.
W 1071 r. cesarz przekazał Benonowi, z rąk banity Ozera, osiem "łanów królewskich" w "Villa Goreliz" (Gorelic, dzisiejszy Zgorzelec i Görlitz).
Kiedy pomiędzy cesarzem a papieżem św. Grzegorzem VII wybuchła walka o inwestyturę, biskup opowiedział się po stronie papieża, za co został aresztowany. Legenda głosi, że w momencie aresztowania, wyrzucił klucze katedry do Łaby. Odzyskał je kilka lat później z żołądka ryby, kiedy został uwolniony z niewoli (św. Benon często jest przedstawiany podczas tego wydarzenia).
Po śmierci Grzegorza VII, w 1085 roku podczas synodu w Quedlinburgu, Benon poparł anatemę wobec antypapieża Klemensa III, za co synod moguncki (popierający cesarza) zdjął go z urzędu. W 1088 roku ponownie objął swą diecezję, przywrócił w niej karność kościelną i uzdrowił administrację.
Ponieważ rozwinął działalność misyjną pośród plemion zamieszkujących na wschód od Łaby przyjęło się by nazwać Świętego Benona apostołem Wendów.
Zmarł w 1106 roku. Jego grób został zniszczony w czasie, gdy Saksonia przeszła na protestantyzm.

## Kult
Relikwie Benona zostały przeniesione do Monachium, gdzie znajdują się do dzisiejszego dnia.
Benon z Miśni został kanonizowany 13 maja 1523 przez papieża Hadriana VI. Fakt ten skłonił Martina Lutra do napisania pamfletu przeciw kultowi świętych.
Wspomnienie liturgiczne obchodzone jest w Kościele katolickim 16 czerwca.
Święty Benon jest patronem Miśni, Monachium i Bawarii. W Polsce również otoczony jest kultem, szczególnie w archidiecezji poznańskiej. Jest patronem m.in. Kościoła Rektoralnego w Warszawie.
Jest orędownikiem chorych, rybaków i zwierząt domowych.
W ikonografii przedstawiany jest w szatach biskupich. Jego atrybutami są ryba i klucz.